# Грамматика зависимостей
Грамма́тика зави́симостей — одна из формальных моделей, разработанных в рамках структурного синтаксиса (наряду с грамматикой составляющих). Представляет строй предложения в виде иерархии компонентов, между которыми установлено отношение зависимости. Таким образом, структура предложения рассматривается в терминах вершин и зависимых.
Современная грамматика зависимостей в значительной степени основывается на идеях Л. Теньера.
Грамматикой зависимостей в узком смысле называется теория синтаксической структуры предложения, в которой все связи в предложении рассматриваются как подчинительные, вершиной предложения признаётся сказуемое или его знаменательная часть, а предлоги описываются как управляющие связанными с ними формами существительных.

## Вприкладной лингвистике
Как и грамматика составляющих, грамматика зависимостей применяется в автоматическом синтаксическом анализе и в системах машинного перевода. Находят применение и «гибридные» синтаксические представления, учитывающие достоинства обоих типов моделей.